# Киряково (Новосибірська область)
Киряково (рос. Киряково) — присілок у Болотнинському районі Новосибірської області Російської Федерації.
Входить до складу муніципального утворення Зудовська сільрада. Населення становить 321 особа (2010).

## Історія
Згідно із законом від 2 червня 2004 року органом місцевого самоврядування є Зудовська сільрада.

## Населення
| 2002 | 2007 | 2010 |
| ---- | ---- | ---- |
| 373  | ↘360 | ↘321 |